# Rischio idrogeologico

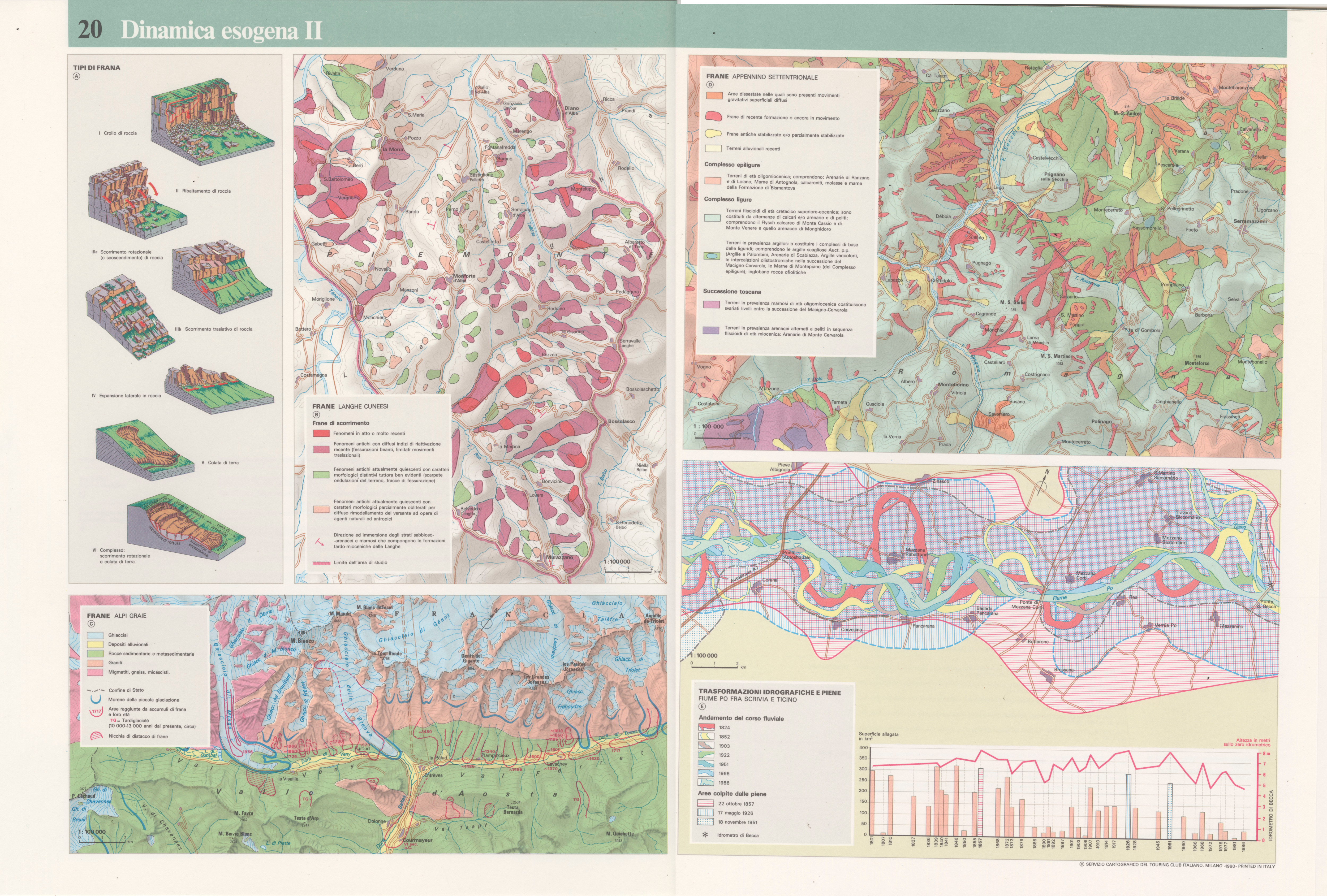
Mappa del rischio geologico in zone d'Italia

Il rischio idrogeologico determina il rischio connesso all'instabilità dei versanti, dovuta a particolari aspetti geologici e geomorfologici di questi, o di corsi fluviali in conseguenza di particolari condizioni ambientali, condizioni atmosferiche meteorologiche e climatiche che interessano le acque piovane e il loro ciclo idrologico una volta cadute al suolo, con possibili conseguenze sull'incolumità della popolazione e sulla sicurezza di servizi e attività su un dato territorio. 
Assieme al rischio sismico e al rischio vulcanico costituisce uno dei maggiori rischi ambientali con significativi impatti sulla vita e le attività umane.

## Diffusione

### In Italia
Con il 58.9% del territorio a rischio, la Liguria è la regione italiana col più alto rischio idrogeologico.

## Cause
Il rischio idrogeologico è prodotto dalle dinamiche della crosta terrestre, come risposta a fenomeni meteorologici di carattere intenso e/o prolungato. Il rischio idrogeologico può essere dunque definito come il prodotto tra la probabilità di occorrenza (pericolosità) di un evento idrogeologico avverso e i danni ambientali potenziali associati a tale evento su popolazione e infrastrutture (esposizione). 
L'aumento dell'urbanizzazione, specialmente in età post-industriale, ha incrementato soprattutto gli effetti dei fenomeni parossistici che da sempre si sono verificati naturalmente sulla terra (aumento dell'esposizione); tale è il caso di territori montuosi altamente dinamici urbanizzati senza un'adeguata pianificazione (v. ad esempio: alluvione di Messina).
Le attività antropogeniche possono altresì contribuire ad aumentare l'intensità e la magnitudo dei fenomeni di instabilità dei versanti (aumento della pericolosità), il che ad esempio avviene nel caso di disboscamenti e incendi.
Un altro fattore che sembrerebbe avere impatti sul rischio idrogeologico è quello del cambiamento climatico, in quanto può modificare i regimi precipitativi contribuendo sensibilmente al rischio idrogeologico, anche se tuttavia tali impatti sono allo stato attuale valutabili solo con elevata incertezza.
Diversi studiosi ritengono che il cambiamento climatico ha un effetto di gran lunga inferiore agli impatti antropici diretti sopramenzionati.
In Italia diverse regioni hanno un alto rischio idrogeologico (Campania, Calabria, Piemonte, Sicilia, Liguria) inteso come prodotto della probabilità di occorrenza di un fenomeno franoso e i danni potenziali oppure versano già in condizioni di dissesto idrogeologico.